# Маргарета фон Даун
Маргарета фон Даун (на немски: Margarethe von Dhaun; * 25 септември 1521, Даун; † 5 април 1576, Ербах, Оденвалд) е вилд и Райнграфиня от Залм-Даун и чрез женитба графиня на Ербах.

## Произход
Тя е втората дъщеря на вилд и райнграф Филип фон Залм-Даун (1492 – 1521) и съпругата му Антоанета де Ньофшател († 1544), наследничка на Нойвил, дъщеря на Фердинанд дьо Ньофшател († 1522) и Клод дьо Верги († 1512). Майка ѝ Антоанета се омъжва втори път на 9 юли 1535 г. за граф Хугбрехт фон Байхлинген († 1549, убит), син на граф Адам фон Байхлинген († 1538).

## Фамилия
Маргарета фон Залм-Даун се омъжва на 7 септември 1538 г. за граф Еберард XII фон Ербах (* 19 януари 1511, Фюрстенау; † 12 юли 1564, Ербах), вторият син на граф Еберхард XI фон Ербах (1475 – 1539) и Мария фон Вертхайм (* 1485). Двамата имат децата:
- Маргарета фон Ербах (* 14 август 1539; † 27 юни 1564), омъжена на 18 август 1522 г. за Фридрих VI, Шенк фон Лимпург-Оберзонте (1536 – 1596)
- Мария фон Ербах (* 27 януари 1541; † 7 декември 1606), омъжена на 22 август 1558 г. за Егенолф III фон Раполтщайн, господар на Рибопиер (1527 – 1585)
- Елизабет фон Ербах (* 16 август 1542; † 3 август 1598), омъжена на 8 септември 1571 г. за граф Херман фон Сайн (1543 – 1588)
- Валпургис фон Ербах (* 13 февруари 1545; † 1592), омъжена на 14 ноември 1564 г. за граф Георг III фон Тюбинген-Лихтенек († 1570)
- Георг III фон Ербах (* 15 юли 1548, Ербах; † 26 февруари 1605, Ербах), граф на Ербах и Бройберг, женен I. на 27 юли 1567 г. за графиня Анна Амалия фон Сайн († 1571); II. на 15 юли 1572 г. за графиня Анна фон Золмс-Лаубах (1557 – 1586), III. на 11 ноември 1587 г. за Доротея Ройс цу Оберграйц (1566 – 1591), IV. на 2 август 1592 г. за графиня Мария фон Барби (1563 – 1619)